# Univerzijada
Univerzijáda je mednarodni športni dogodek, ki ga organizira Mednarodna univerzitetna športna zveza (FISU). Je največje študentsko tekmovanje na svetu, ki se odvija vsaki dve leti. Ime izhaja iz besedi »univerza« in »olimpijada«. V Sloveniji za udeležitev skrbi Slovenska univerzitetna športna zveza (SUŠA).

## Zgodovina
Zamisel o mednarodnem športnem dogodku, ki bi vključeval študente in kopico športnih prireditev ter bi bil podoben olimpijskim igram, je dobil Italijan Primo Nebiolo, po udeležbi na Mednarodnem tednu univerzitetnega športa v Parizu leta 1957. Priložnost za uresničitev svoje ideje je videl leta 1959, ko je Rim, kot gostitetlj XVII. olimpijskih iger leta 1960, planiral prirediti pripravljalna tekmovanja, vendar so ta odpadla, ker so bila olimpijska prizorišča še v gradnji. V Torinu je našel objekte, kjer bi lahko potekala tekmovanja in podporo države, ki je videla športni dogodek kot možno generalko pred stoletno obletnico združitve Italije leta 1961. Univerzitetni športni center Italije (CUSI), katerega podpredsednik je bil Primo Nebiolo, je tako leta 1959 v Torinu organiziral mednarodni športni dogodek in ga poimenoval Univerzijada. Ime je bilo sestavljeno iz besedi univerza in olimpijada ter se nanaša na pojme: univerza, šport in univerzalnost; vse kar je mišljeno s športom v univerzi. Izdelana je bila univerzijadna zastava, ki je sestavljena iz petih zvezd, razvrščenih v obliki »u« ter ob podelitvi medalj namesto državnih himnih, predvajajo študentsko Gaudeamus Igitur.
Univerzijada je z leti prerasla v drug največji mednarodni športni dogodek, takoj za olimpijskimi igrami. Tako se je na prvo univerzijado v Torinu leta 1959 udeležilo 1.400 športnikov iz 43 držav, leta 2005 na 23. poletno univerzijado pa že 7.805 športnikov iz več kot 170 držav.

## Seznam športov
Za razliko od olimpijskih iger je na univerzijadi nekaj obveznih in poljubnih športov. Z leti število športov narašča, tako jih je bilo na prvi poletni univerzijadi 8, za 25. pa jih planirajo 16. Poleg olimpijskih športov se lahko pojavijo tudi drugi manj znani športi. Poletno univerzijado sestavlja 12 obveznih športov in štirje izbirni, zimsko pa 8 obveznih ter trije izbirni.
| Športi poletne univerzijade |               |              |
| Atletika                    | Namizni tenis | Sabljanje    |
| Gimnastika                  | Nogomet       | Skoki v vodo |
| Judo                        | Odbojka       | Tenis        |
| Košarka                     | Plavanje      | Vaterpolo    |

| Športi zimske univerzijade |                    |
| Alpsko smučanje            | Hitrostno drsanje  |
| Biatlon                    | Hokej na ledu      |
| Curling                    | Smučarski teki     |
| Deskanje na snegu          | Umetnostno drsanje |

## Seznam univerzijad
| Poletna univerzijada | Poletna univerzijada | Poletna univerzijada | Poletna univerzijada                            | Zimska univerzijada | Zimska univerzijada   | Zimska univerzijada        | Zimska univerzijada |
| -------------------- | -------------------- | -------------------- | ----------------------------------------------- | ------------------- | --------------------- | -------------------------- | ------------------- |
| Leto                 |                      | Gostitelj            | Država                                          |                     | Gostitelj             | Država                     |                     |
| 1959                 | I.                   | Torino               | Italija                                         |                     |                       |                            |                     |
| 1960                 |                      |                      |                                                 | I.                  | Chamonix              | Francija                   |                     |
| 1961                 | II.                  | Sofija               | Bolgarija                                       |                     |                       |                            |                     |
| 1962                 |                      |                      |                                                 | II.                 | Villars               | Švica                      |                     |
| 1963                 | III.                 | Porto Alegre         | Brazilija                                       |                     |                       |                            |                     |
| 1964                 |                      |                      |                                                 | III.                | Špindlerův Mlýn       | Češkoslovaška              |                     |
| 1965                 | IV.                  | Budimpešta           | Madžarska                                       |                     |                       |                            |                     |
| 1966                 |                      |                      |                                                 | IV.                 | Sestriere             | Italija                    |                     |
| 1967                 | V.                   | Tokio                | Japonska                                        |                     |                       |                            |                     |
| 1968                 |                      |                      |                                                 | V.                  | Innsbruck             | Avstrija                   |                     |
| 1970                 | VI.                  | Torino               | Italija                                         | VI.                 | Rovaniemi             | Finska                     |                     |
| 1972                 |                      |                      |                                                 | VII.                | Lake Placid, New York | ZDA                        |                     |
| 1973                 | VII.                 | Moskva               | Sovjetska zveza                                 |                     |                       |                            |                     |
| 1975                 | VIII.                | Rim                  | Italija                                         | VIII.               | Livigno               | Italija                    |                     |
| 1977                 | IX.                  | Sofija               | Bolgarija                                       |                     |                       |                            |                     |
| 1978                 |                      |                      |                                                 | IX.                 | Špindlerův Mlýn       | Češkoslovaška              |                     |
| 1979                 | X.                   | Ciudad de México     | Mehika                                          |                     |                       |                            |                     |
| 1981                 | XI.                  | Bukarešta            | Romunija                                        | X.                  | Jaca                  | Španija                    |                     |
| 1983                 | XII.                 | Edmonton, Alberta    | Kanada                                          | XI.                 | Sofija                | Bolgarija                  |                     |
| 1985                 | XIII.                | Kobe                 | Japonska                                        | XII.                | Belluno               | Italija                    |                     |
| 1987                 | XIV.                 | Zagreb               | Socialistična federativna republika Jugoslavija | XIII.               | Strbske Pleso         | Češkoslovaška              |                     |
| 1989                 | XV.                  | Duisburg             | Nemčija                                         | XIV.                | Sofija                | Bolgarija                  |                     |
| 1991                 | XVI.                 | Sheffield            | Združeno kraljestvo                             | XV.                 | Saporo                | Japonska                   |                     |
| 1993                 | XVII.                | Buffalo, New York    | ZDA                                             | XVI.                | Zakopane              | Poljska                    |                     |
| 1995                 | XVIII.               | Fukuoka              | Japonska                                        | XVII.               | Jaca                  | Španija                    |                     |
| 1997                 | XIX.                 | Sicily               | Italija                                         | XVIII.              | Muju                  | Južna Koreja               |                     |
| 1999                 | XX.                  | Palma de Mallorca    | Španija                                         | XIX.                | Poprad Tatry          | Slovaška                   |                     |
| 2001                 | XXI.                 | Peking               | Ljudska republika Kitajska                      | XX.                 | Zakopane              | Poljska                    |                     |
| 2003                 | XXII.                | Daegu                | Južna Koreja                                    | XXI.                | Trbiž                 | Italija                    |                     |
| 2005                 | XXIII.               | Izmir                | Turčija                                         | XXII.               | Innsbruck / Seefeld   | Avstrija                   |                     |
| 2007                 | XXIV.                | Bangkok              | Tajska                                          | XIII.               | Torino                | Italija                    |                     |
| 2009                 | XXV.                 | Beograd              | Srbija                                          | XXIV.               | Harbin                | Ljudska republika Kitajska |                     |
| 2011                 | XXVI.                | Shenzhen             | Ljudska republika Kitajska                      | XXV.                | Erzurum               | Turčija                    |                     |
| 2013                 | XXVII.               | Kazan                | Rusija                                          | XXVI.               | Trentino              | Italija                    |                     |

##### Poletne univerzijade
- Poletna univerzijada 2007, Bangkok (angleško)
- Poletne univerzijada 2009, Beograd (angleško)

##### Zimske univerzijade
- Zimska univerzijada 2007, Torino Arhivirano 2006-08-25 na Wayback Machine. (angleško)
- Zimska univerzijada 2009, Harbin Arhivirano 2008-01-28 na Wayback Machine. (angleško)
- Zimska univerzijada 2011, Erzurum (angleško)
- Zimska univerzijada 2013, Maribor (angleško)